# Stazione di Magliaso
La stazione di Magliaso è una stazione ferroviaria della linea Lugano-Ponte Tresa a servizio dell'omonimo centro abitato.

## Storia

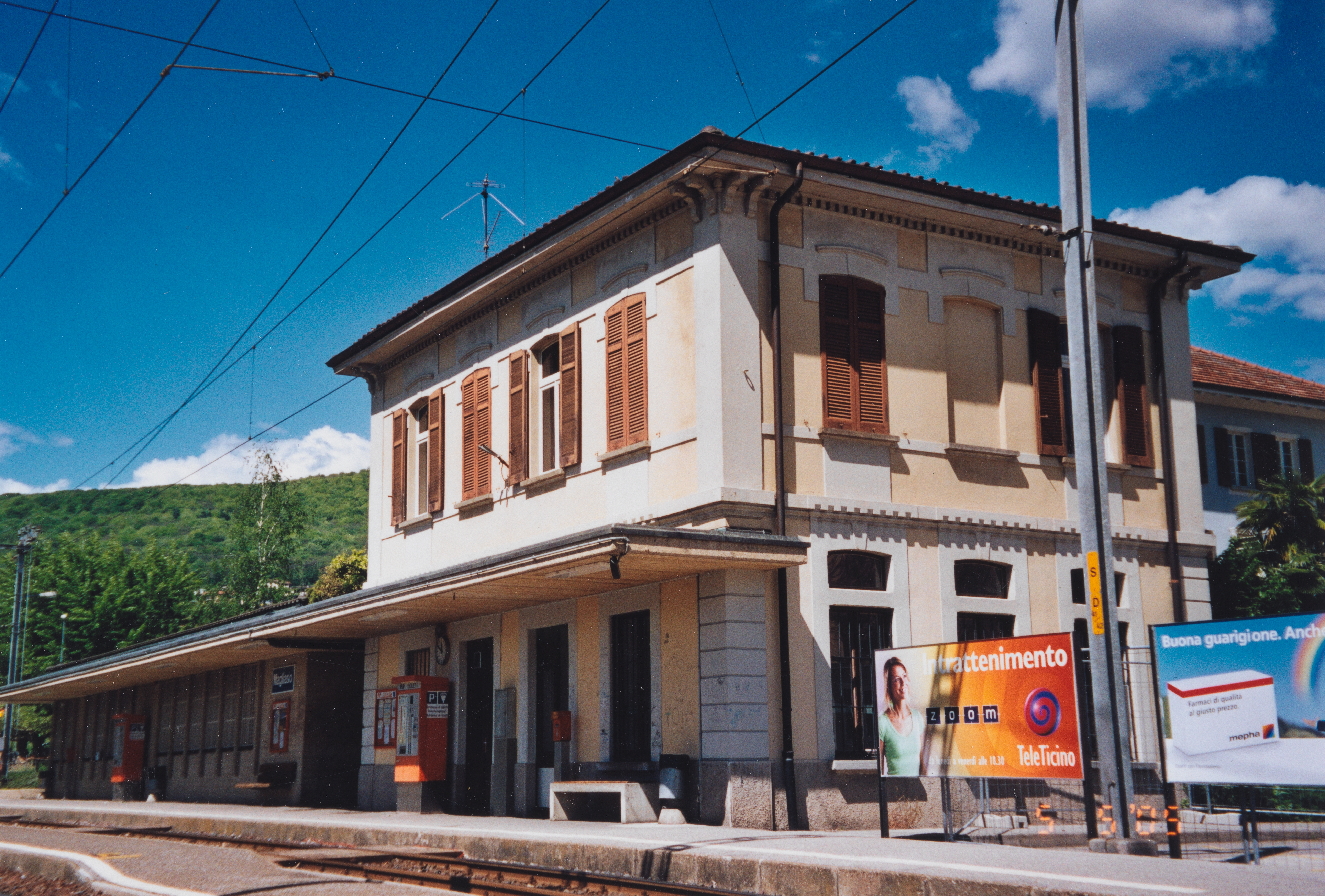
Il fabbricato viaggiatori nel 2005

Magliaso fu aperta al pubblico il 5 giugno 1912 assieme alla linea ferroviaria.
Nel giugno 1994, grazie a un accordo con La Posta Svizzera, la stazione divenne interscambio con gli autopostali.
Nella primavera del 2005 iniziarono i lavori per il prolungamento del raddoppio di binario in direzione della fermata di Caslano che compresero anche l'abbandono del vecchio ponte sulla Magliasina e la ricostruzione di una nuova struttura a fianco della precedente, ma a doppio binario. I lavori contemplarono la costruzione di un sottopassaggio pedonale di collegamento fra le due banchine e si conclusero nell'autunno del 2007.

## Strutture e impianti
Il fabbricato viaggiatori è una costruzione in muratura, a due livelli, nello stesso stile della stazione di Bioggio e di quella di Agno.
Il piazzale è composto da due binari, serviti da due marciapiedi collegati tra loro da un sottopassaggio.

## Movimento

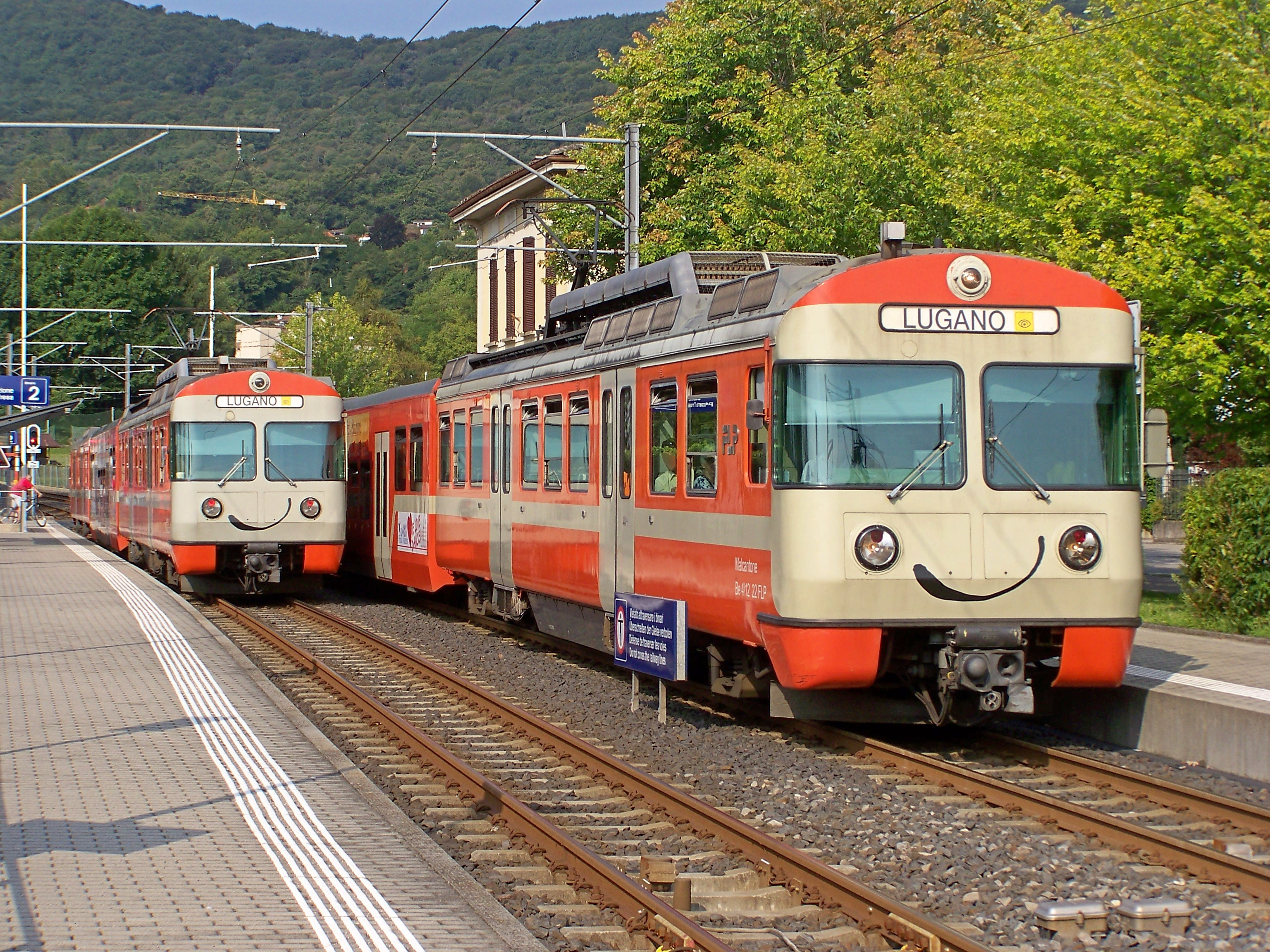
Incrocio di Be 4/12 di FLP a Magliaso.

La stazione è servita dai treni della linea S60 della rete celere ticinese, cadenzati con frequenza di quindici minuti, nei giorni feriali, e di trenta, in quelli festivi.

## Servizi
- Biglietteria automatica

## Interscambi
- Fermata autobus
- Posteggi taxi